# Brittany court un marathon
Pour plus de détails, voir Fiche technique et Distribution.
Brittany court un marathon (Brittany Runs a Marathon) est un film américain réalisé par Paul Downs Colaizzo (en), sorti en 2019.

## Synopsis
Britanny Forgler veut perdre du poids et reprendre sa vie en main.

## Fiche technique
- Titre français : Brittany Runs a Marathon
- Réalisation : Paul Downs Colaizzo
- Scénario : Paul Downs Colaizzo
- Photographie : Seamus Tierney
- Musique : Duncan Thum
- Pays d'origine : États-Unis
- Genre : comédie
- Date de sortie : 2019

## Distribution
- Jillian Bell (VF : Laëtitia Lefebvre) : Brittany Forgler
- Michaela Watkins (VF : Louise Lemoine Torrès) : Catherine
- Lil Rel Howery (VF : Diouc Koma) : Demetrius
- Utkarsh Ambudkar : Jern Dahn
- Micah Stock (en) : Seth
- Jennifer Dundas (VF : Sophie Baranes) : Shannon
- Alice Lee (VF : Geneviève Doang) : Gretchen
- Peter Vack : Ryan
- Patch Darragh (VF : Jérôme Wiggins) : Dr Falloway
- Mikey Day (en) (VF : Yoann Sover) : Dev

 Source et légende : version française (VF) sur RS Doublage